# Olaf Glaeseker

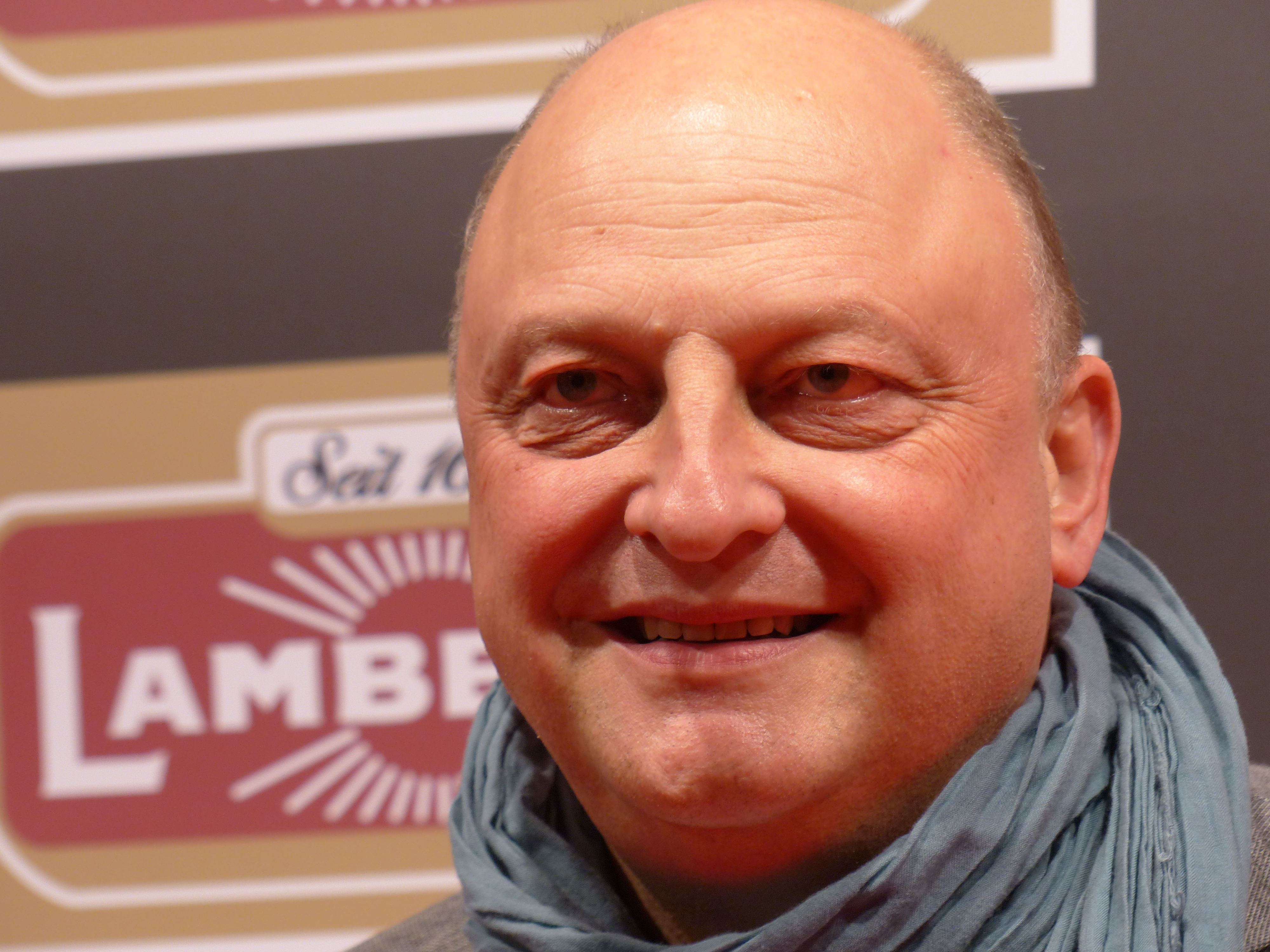
Olaf Glaeseker bei der Lambertz Monday Night, im Februar 2016.

Olaf Glaeseker (* 1961 in Oldenburg) ist ein deutscher Journalist und Lobbyist. Er war ab 1999 Sprecher der CDU in Niedersachsen und ab 2003 von Christian Wulff in dessen Funktionen als Ministerpräsident von Niedersachsen (2003–2010) und Bundespräsident (2010–2012).

## Leben und Wirken
Nach dem Abitur, das er 1981 an der damaligen Hindenburgschule in Oldenburg ablegte, und seinem Wehrdienst studierte Glaeseker an der Deutschen Sporthochschule Köln Sportwissenschaften. Während seines Studiums, das er mit Diplom abschloss, und danach arbeitete er für mehrere Regionalzeitungen, zuletzt als politischer Korrespondent in Bonn für die Augsburger Allgemeine Zeitung.
1999 wurde er Sprecher der CDU in Niedersachsen. Mit dem Wahlsieg Christian Wulffs und dessen Amtsantritt als niedersächsischer Ministerpräsident 2003 wurde er zum niedersächsischen Regierungssprecher ernannt, ab 2008 im Range eines Staatssekretärs als politischer Beamter. Glaeseker wird maßgeblich zugeschrieben, den damaligen Oppositionsführer und CDU-Landesvorsitzenden Christian Wulff für die Medien „geöffnet“ und ihm so seinen Aufstieg an die Macht ermöglicht zu haben. Nach der Wahl Wulffs zum Bundespräsidenten im Jahre 2010 folgte ihm Glaeseker nach Berlin als dessen Pressesprecher. Sie seien wie siamesische Zwillinge, hat Wulff einmal über das Verhältnis zwischen ihm und Glaeseker gesagt.
Im Dezember 2011 geriet Wulff wegen eines angenommenen Privatkredits während seiner Zeit als niedersächsischer Ministerpräsident in die Kritik. Das Krisenmanagement wurde als große Herausforderung für Glaeseker angesehen, allerdings erfuhr er hierfür auch Kritik. Am 22. Dezember bat Glaeseker um seine Entlassung als Sprecher und wurde daraufhin von Lothar Hagebölling, dem Leiter des Bundespräsidialamtes, von seinen Aufgaben entbunden. Glaeseker galt als engster Vertrauter Wulffs. Wegen des Vorwurfs der Bestechlichkeit wurden am 19. Januar 2012 private und dienstliche Räumlichkeiten Glaesekers sowie Ende Januar sein Büro im Bundespräsidialamt auf Anordnung der Staatsanwaltschaft Hannover durchsucht. Im März 2013 erhob die Staatsanwaltschaft Anklage beim Landgericht gegen ihn wegen Bestechlichkeit und gegen Eventmanager Manfred Schmidt wegen Bestechung. Am 6. September 2013 ließ das Landgericht Hannover die Anklage zu und gab als Prozessbeginn den 9. Dezember 2013 bekannt. Zum Auftakt des Prozesses verlas er eine Erklärung: „Ich habe mich selbst immer als Arbeiter im Weinberg des Herrn gesehen.“ Gegen eine Geldauflage von 25.000 Euro stellte das Gericht das Verfahren 2014 ein.
Von Januar 2015 bis Juni 2017 war Glaeseker Leiter der Konzernkommunikation und Bevollmächtigter für Regierungsbeziehungen der Braunschweiger Modekette New Yorker. Seit 1. Juli 2017 ist er in der für ihn neu geschaffenen Position des Director Public Affairs oberster Lobbyist des Medienkonzerns Hubert Burda Media. In dieser Position soll er als Lobbyist die Beziehungen des Offenburger Unternehmens zu politischen Entscheidern vor allem in Brüssel und Berlin gestalten.

## Privat
Als Jugendlicher war Glaeseker ein erfolgreicher Mehrkämpfer und zweimaliger niedersächsischer Meister im Weitsprung. Glaeseker lebt mit seiner Frau Vera, ebenfalls Journalistin, im niedersächsischen Steinhude.